# Witorza
Witorza (do 1945 niem. Rönnewerder) – część wsi Tatynia w Polsce, położona w województwie zachodniopomorskim, w powiecie polickim, w gminie Police, na obszarze Puszczy Wkrzańskiej nad rzeką Gunicą.

## Historia
Osada o przypuszczalnie późnośredniowiecznym rodowodzie, istniała tu leśniczówka i młyn wodny. Później opuszczona. Wzmianka z 1865 r. jako osiedle drwali.
W czasie II wojny światowej niezniszczona, została zajęta pod koniec kwietnia 1945 r. przez wojska radzieckie (2 Front Białoruski – 2 Armia Uderzeniowa). Przeszła pod administrację polską 4 października 1945 r.
Nazwa wsi pochodzi od staropolskiego żeńskiego imienia Witosława, Witosza.

### Przynależność polityczno-administracyjna
- 1815 – 1866: Związek Niemiecki, Królestwo Prus, prowincja Pomorze
- 1866 – 1871: Związek Północnoniemiecki, Królestwo Prus, prowincja Pomorze
- 1871 – 1918: Cesarstwo Niemieckie, Królestwo Prus, prowincja Pomorze
- 1919 – 1933: Rzesza Niemiecka (Republika Weimarska), kraj związkowy Prusy, prowincja Pomorze
- 1933 – 1945: III Rzesza, prowincja Pomorze
- 1945: Enklawa Policka – obszar podległy Armii Czerwonej
- 1945 – 1952: Rzeczpospolita Polska (Polska Ludowa), województwo szczecińskie
- 1952 – 1975: Polska Rzeczpospolita Ludowa, województwo szczecińskie
- 1975 – 1989: Polska Rzeczpospolita Ludowa, województwo szczecińskie
- 1989 – 1998: Rzeczpospolita Polska, województwo szczecińskie
- 1999 – teraz: Rzeczpospolita Polska, województwo zachodniopomorskie, powiat policki, gmina Police